# 魯歇峰

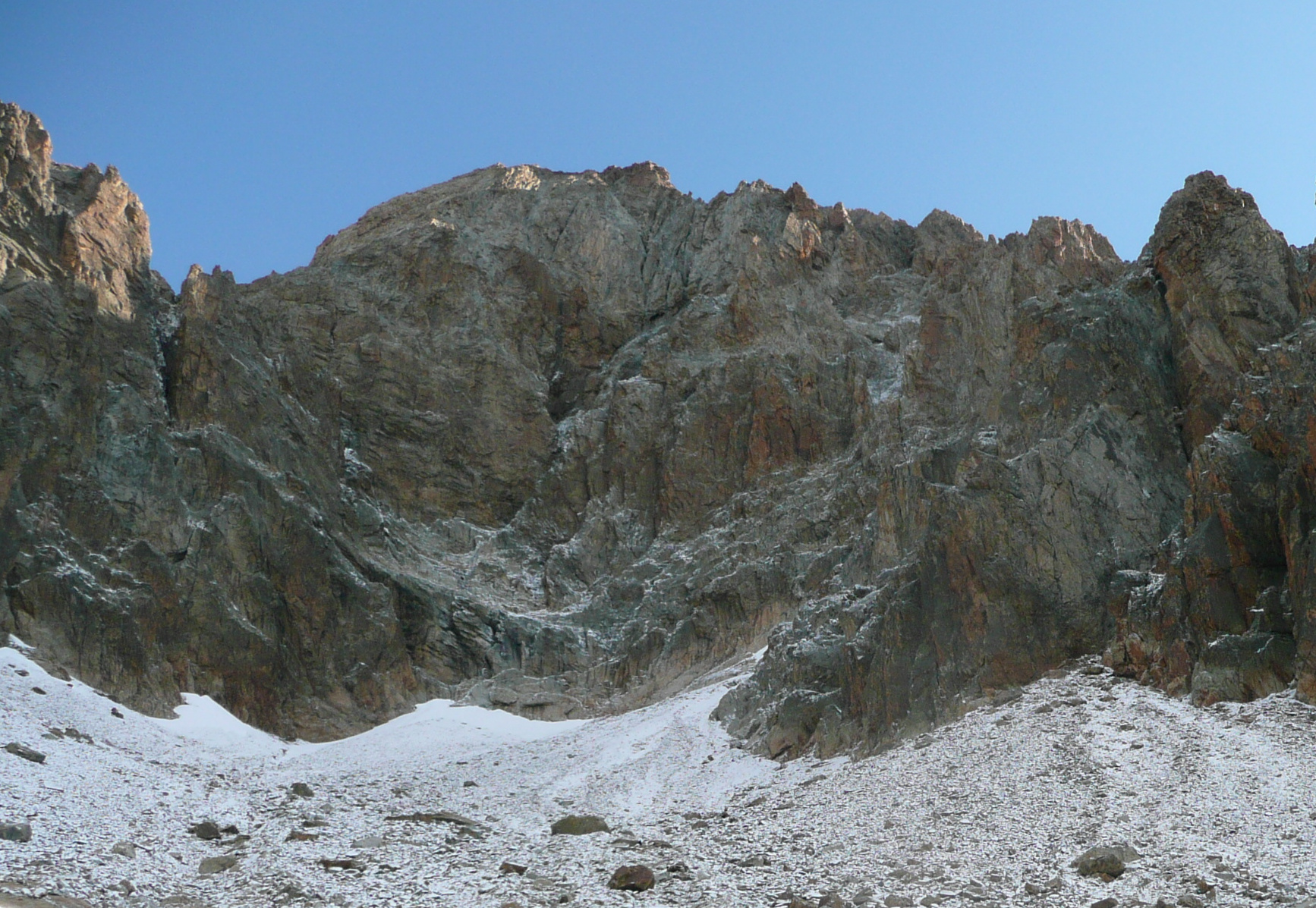

44°57′18″N 6°15′48″E / 44.95500°N 6.26333°E
魯歇峰（法語：Tête du Rouget），是法國的山峰，位於該國東南部，由伊澤爾省負責管轄，屬於多芬阿爾卑斯山脈中埃克蘭山的一部分，海拔高度3,418米，每年平均降雨量1,410毫米。